# Olivia Mandle
Olivia Mandle   (Barcelona, 17 d'abril de 2007) és una activista pels drets dels animals. Des de jove es va dedicar a treure plàstics del mar des de les platges de la Barceloneta i Calella de Palafrugell amb un utensili creat per ella per aquest objectiu. Un dels seus referents és Greta Thunberg. El 2021 anys va posar en marxa una recollida de signatures a change.org per demanar que Espanya prohibís la cria i compra de dofins i acabar amb els delfinaris. Va aconseguir 57.000 signatures en un primer moment, però els tres darrers dofins de Barcelona no van acabar en llibertat, sinó en un altre zoo, a l'Attica Zoological Park d'Atenes. Després va iniciar una segona campanya per demanar la fi dels delfinaris que pretenia arribar a les 75.000 signatures. Va rebre el reconeixement de l'Institut Jane Goodall per la seva lluita pels drets dels animals. El seu projecte SUA a llarg termini pretén crear un santuari marí a la Costa Brava per protegir els animals.